# Mines de Cogne

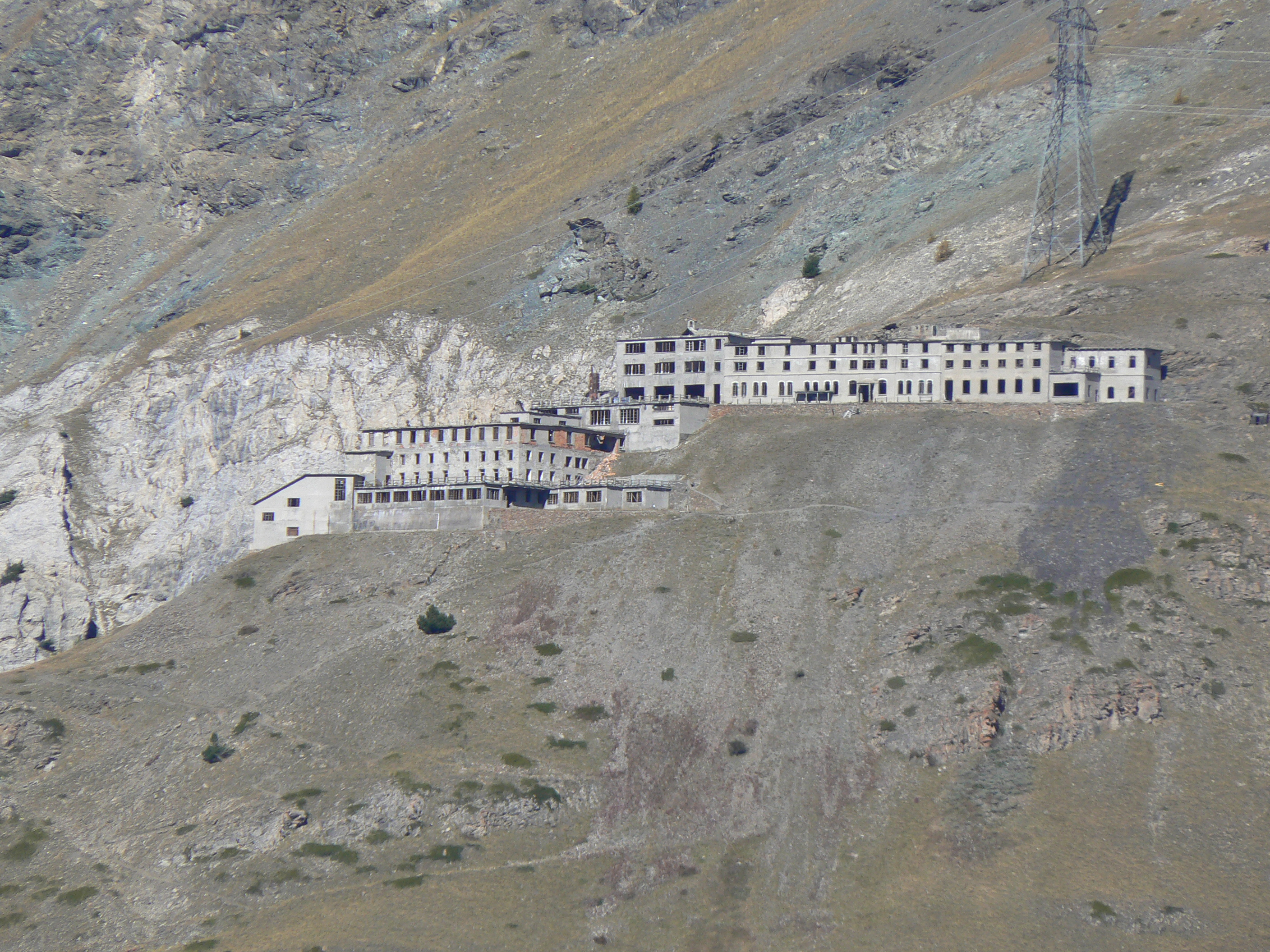
Colonna vue du sentier pour le lac de Loie.

Les Mines de Cogne se situent dans la commune du même nom. Elles ont fait l'objet d'exploitation pour l'extraction de la magnétite.

## Histoire
Les premiers documents écrits concernant les mines de Cogne remontent au XVe siècle, dans un écrit de l'évêque d'Aoste Oger Moriset. Le diocèse d'Aoste garde la propriété des mines jusqu'à 1641, lorsque les Cogneins en revendiquent les droits d'exploitation à la suite d'une crise économique. Le 26 octobre 1679, l'évêque Antoine-Philibert Bailly vend toutes le mines à la commune de Cogne. Cependant, elles demeurent presque inactives jusqu'en 1800, à cause de l'absence de fonds d'investissement. La reprise a lieu au XIXe siècle, lorsque César-Emmanuel Grappein, syndic de Cogne, promeut la construction d'une route carrossable de Cogne à Vieyes, afin de faciliter le transport des matériaux, achevée en 1824. Les premières opérations d'extraction ont lieu en plein air à une altitude d'environ 2 500 mètres, au lieu-dit Licony, au pied du mont Créyaz.
Les mines de Cogne ont été exploitées jusqu'en 1979.
Elles ont appartenu à Fintecna jusqu'en 2014, qui les a rendues, après 111 ans, à la commune de Cogne.
Une exposition permanente a été aménagée auprès du centre d'exposition Alpinart, au village minier de Cogne, gérée par la Fondation Grand-Paradis.

## Galerie de photos

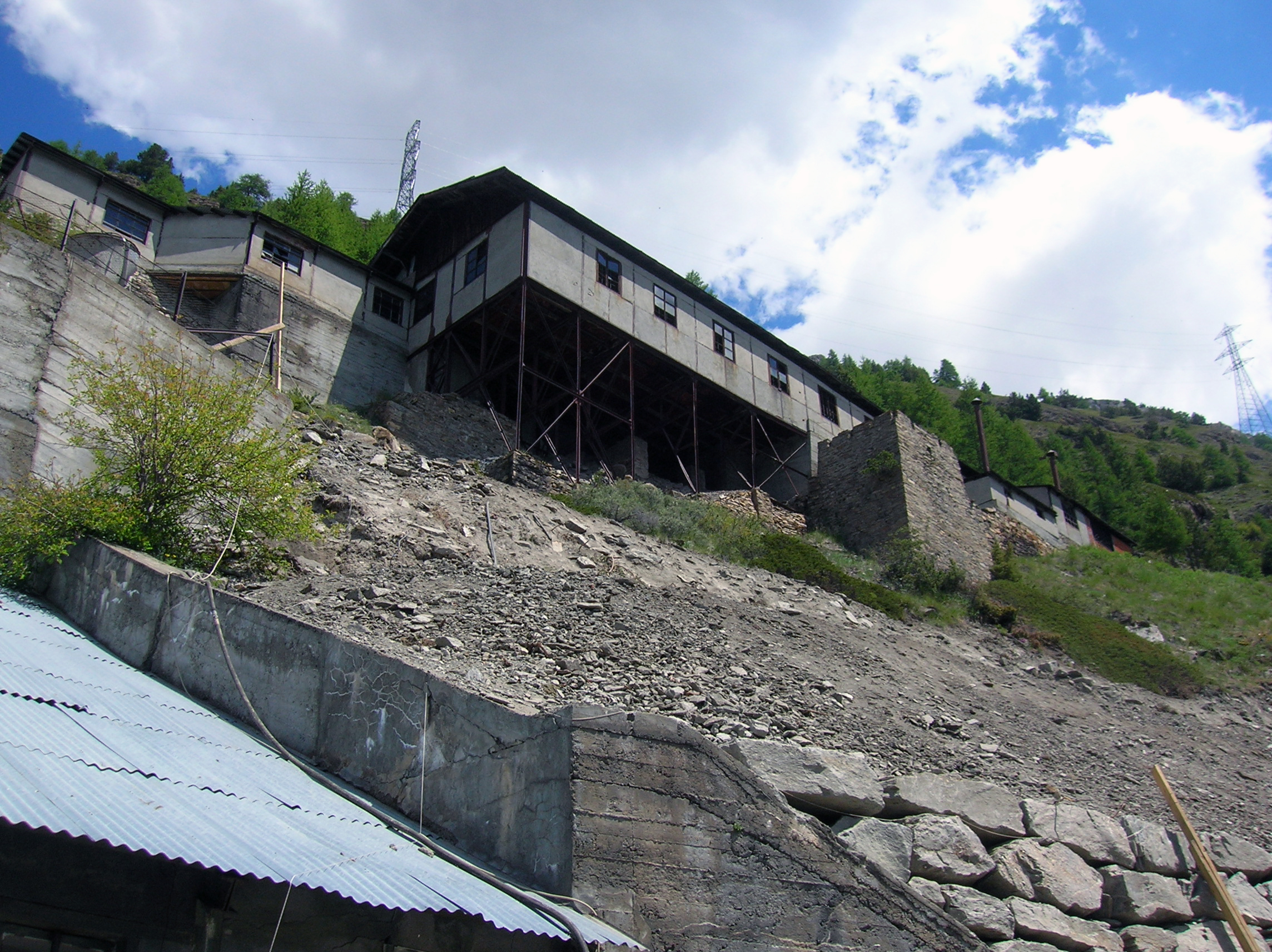
La Côte-du-sapin
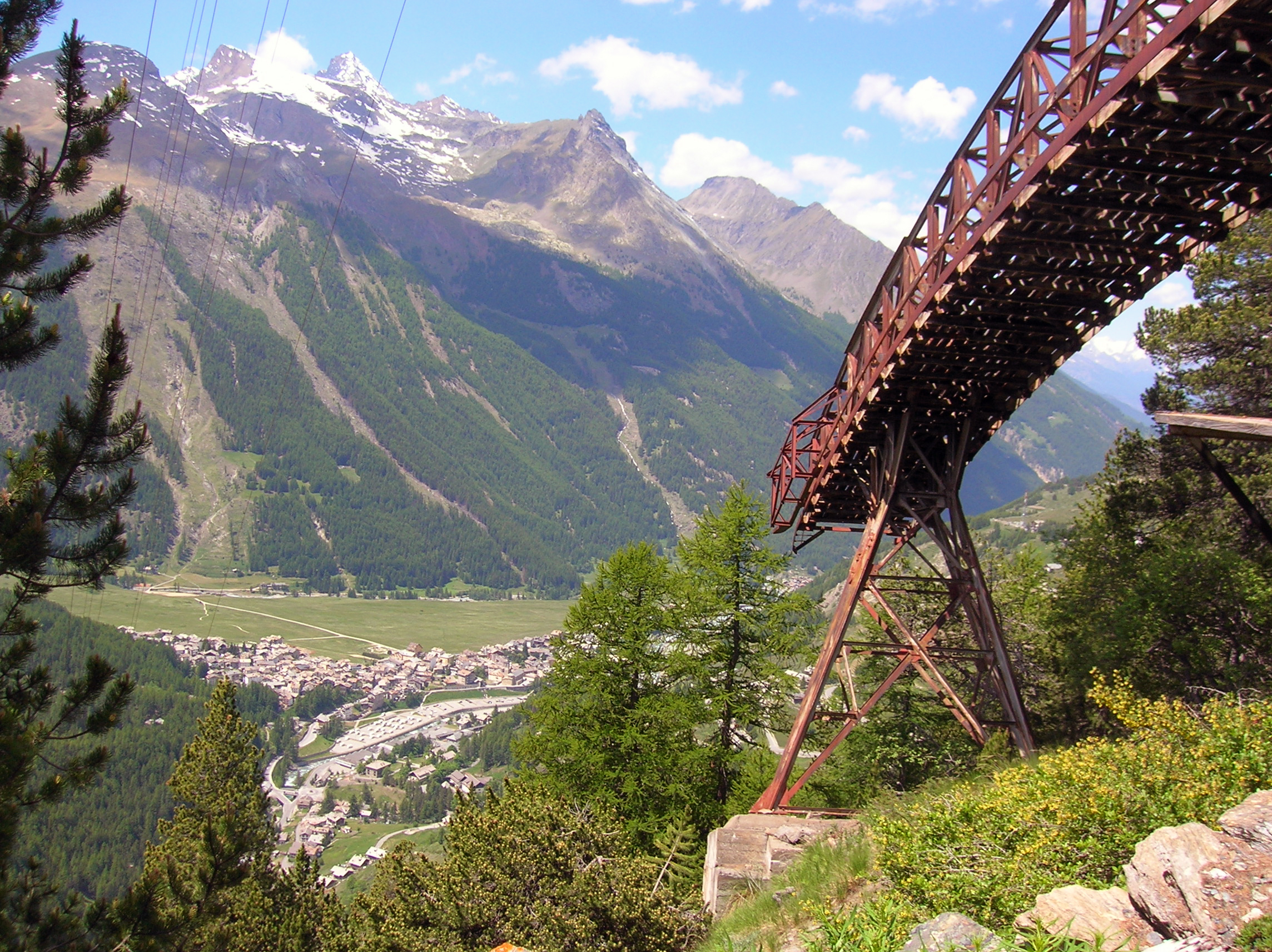
Panorama depuis la Côte-du-sapin
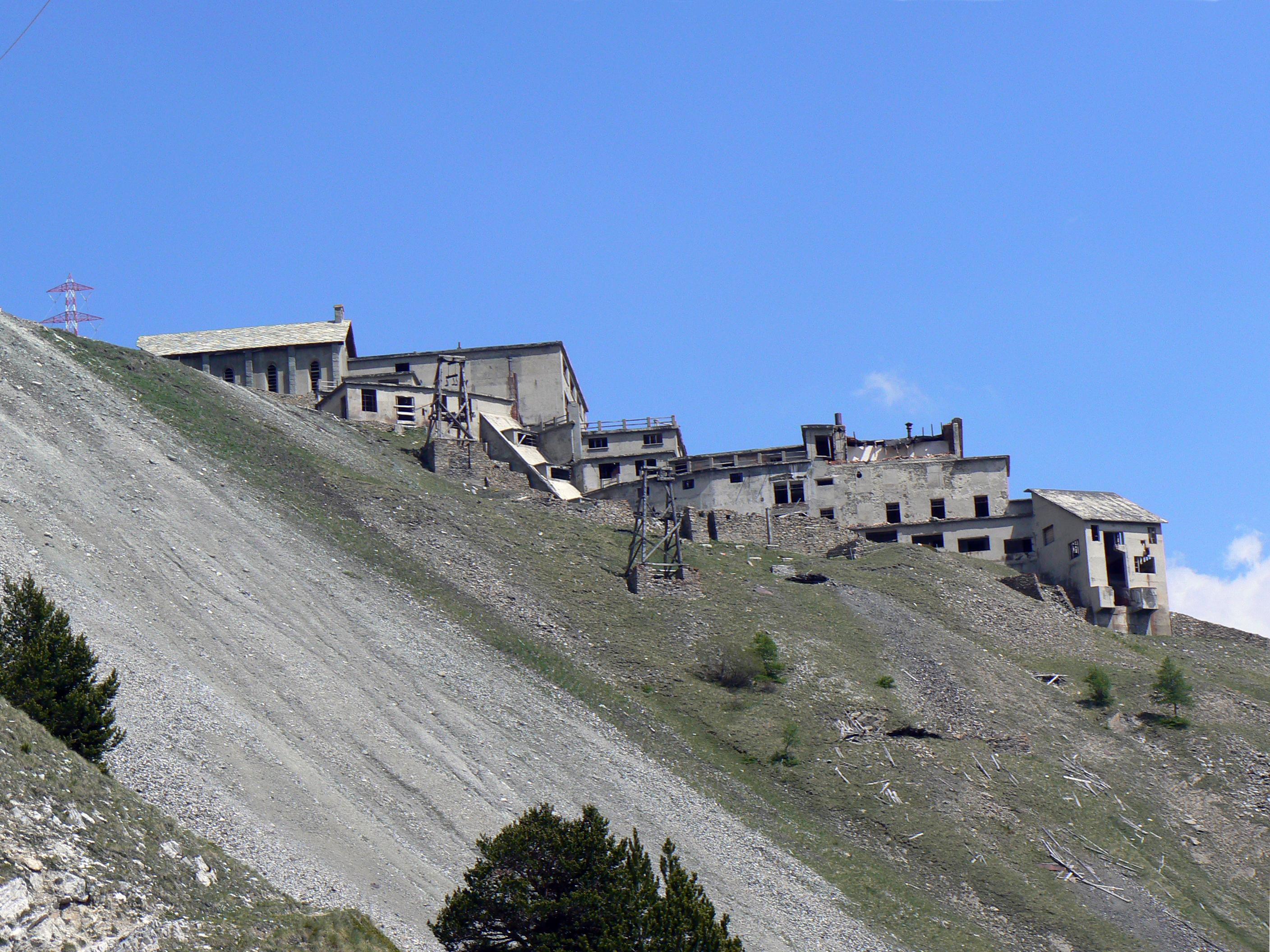
Le village minier à Colonna
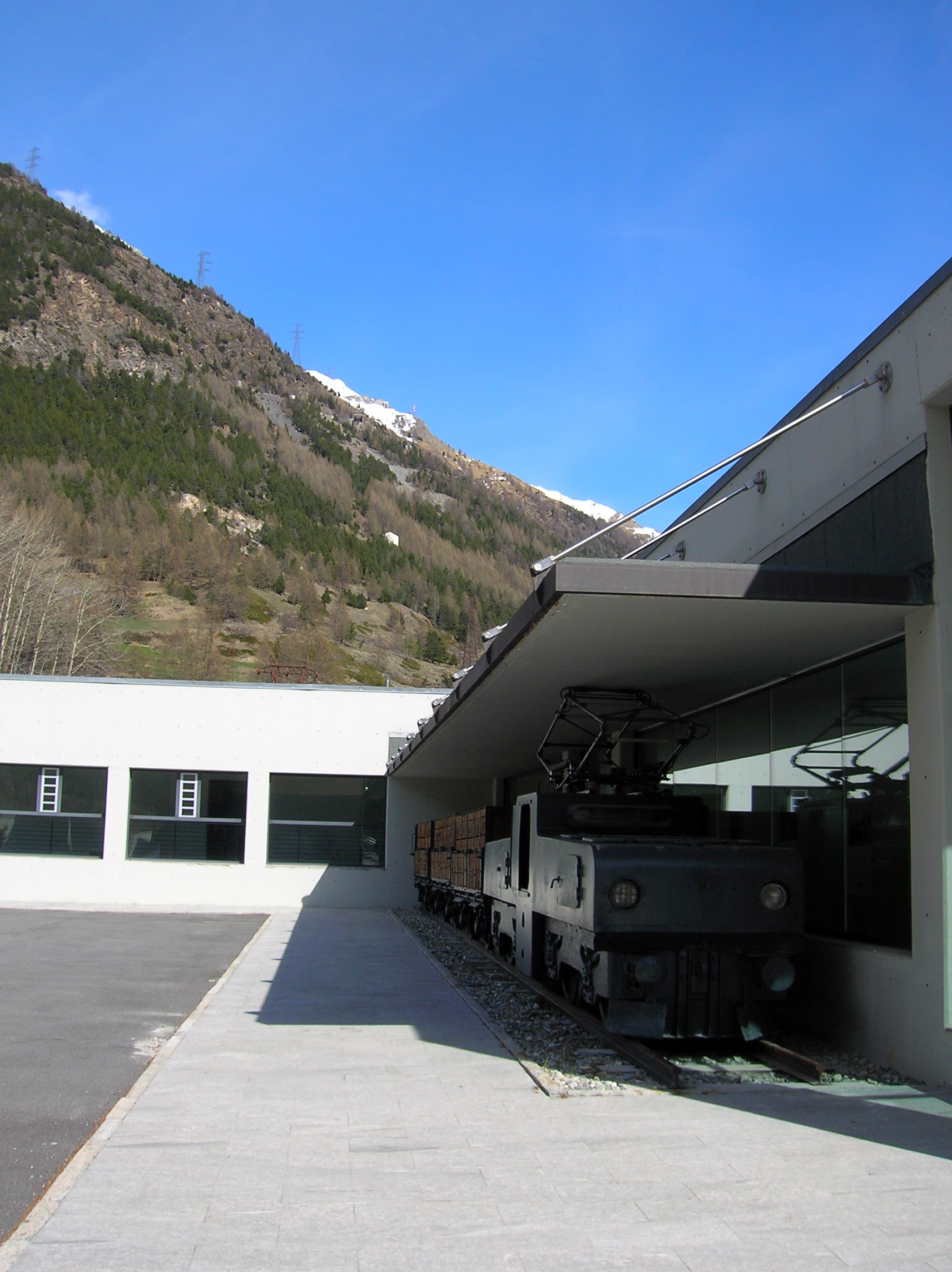
Le petit train du Drinc du chemin de fer Cogne - Eaux-Froides, rame pour le transport de matériaux de la mine de Cogne au téléphérique de Eaux-Froides, en face du centre d'exposition Alpinart au village minier de Cogne

## Filmographie
- (fr) Marco Elter, Les mines de Cogne, Val d'Aoste, 10 min, Italie, 1938.
- (it) Valeria Allievi, Questa miniera, 73 min, Italie, 2013